# 1987 Kaplan
1987 Kaplan è un asteroide della fascia principale. Scoperto nel 1952, presenta un'orbita caratterizzata da un semiasse maggiore pari a 2,3828119 UA e da un'eccentricità di 0,2268903, inclinata di 23,64512° rispetto all'eclittica.
L'asteroide è dedicato all'astronomo sovietico Samuil Aronovič Kaplan.